# 霹靂布袋戲人物列表/ㄙ
霹靂布袋戲人物列表的人物列表

## 四無君
平風造雨四無君，極富智慧、手段高明、城府深沉，為素還真遇過最棘手的敵人之一，為冥界天嶽首席軍師，牟尼上師死亡後成為冥界天嶽實質上的領導者。霹靂兵燹第37集首次亮相，後於霹靂異數之萬里征途第31集死於劍君十二恨之手。
手段極端但卻高明，能夠在逆境中也讓對手吃很大的虧。喜歡穿著有風格華麗及藍色羽毛裝扮的衣服，藍色鳳凰為其最佳標註。
- 武學：藍羽飄殺、彌天之壁、靛雲傾樓、三陰燎原、凌渡雲池、藍羽天翔、御皇凌風、燄流幻殺、血影飄殺、無間之間

## 素續緣
當家男主角素還真與風采鈴之子。
命運多舛，甫出生即迫與父母分離，歷經了誕登挫骨揠苗助長的「天下第一」、於葬屍江重生的不知名、無盡天涯一役反樸歸真後的素續緣。一路走來與親人的悲歡離合也造就了素續緣更成熟知足的個性，繼承了父親素還真的精湛醫術懸壺濟世，個性悲憫、仁慈、聰穎！
- 初登場：霹靂劫 第3集
- 其他稱號：天下第一、真神仙
- 相關身分：九陽神童、魔域命使、造世七俠、七彩雲天主持
- 化身：不知名、歸元聖童
- 根據地：法佛院、天下第一境、七彩雲天、聖龍口、齊天殿、雲塵盦
- 姓名由來：風采鈴：有情無緣，情無歸所；有緣無情，情難長續；情緣相隨，天荒地老~~素續緣；但願我們母子的緣份可以繼續不斷。

## 宿賢卿
天善其真，真聖之傳，傳賢於常，常道宣天。
末世聖傳的教主，沉穩、威嚴的最高層神職人員，自創獨特奇幻的末世聖傳，信奉天君伊迦斯，以宗教力量在天災人禍頻傳的武林中廣召信徒，並藉天刑審判制裁惡人。認定一頁書為烈天真宗轉世，極力說服其入教領導信眾，暗中開啟天閻魔城、釋放號天窮。
- 武學：滅幻神功、末世聖音、神能天風、號天滅真、神能掀濤、滅幻殺象、吾‧滅幻

## 歲寒嗟
受前代的隳魔首領所託，教養競豹兒，更在競豹兒閉關練功大成之後，帶其出面接掌隳魔大軍。歲寒嗟手藝不凡，以玄鐵打造鍊錨，再配合競豹兒獨特的雷電之力，飛錨越谷強度天險。

## 三先天
是劍子仙跡、疏樓龍宿和佛劍分說三人之合稱。於霹靂九皇座初登場。

## 三口劍
三口劍為阿鼻地獄島島主聖閻羅養子，以背上所揹之悲、歡與離合三劍自名。
外表憂鬱深沉，看似穩重冷靜，其實內心易於浮躁，不喜按理行動，略顯臭屁自大，喜說冷笑話，個人色彩嚴重。
幼時，因貪玩進入監牢，與被當作靈之子而被抓的月神玉緹，並許下終生守護的誓言。
因為其義父替他向仙靈地界求親神之女風飛沙，但因風飛沙出走而未得答案，因而出島，欲尋風飛沙理論。
初登場於風刀谷惜浪攤，以疾厲劍勢斬殺魔將黃泉弔命，而技驚四座。其後，為當年血罹手斷天崗之事，找上車車老，使之以離合劍自殺。而為尋找風飛沙，為四非凡人請託，於冷峰殘月通道阻擋六禍蒼龍。後因與風飛沙以婚約打賭，獵取司命、捕風與鳳無首，而結識為情所困的司命宇文鷹。在尋找鳳無首之時，曾與莫召奴一同進入夜摩市，作了一段時間掛名的保鑣。
而為醫治中毒的風飛沙，三口劍因前往越霧樹海取金冠玉烏，而與月神重逢。
最後，當成功殺了鳳無首(事實上沒死)後，三口劍卻取消婚約。
雙子峰之役時，又為四非凡人所請託，與莫召奴阻擋吞佛童子、西城風流子。
更在六禍蒼龍登基為皇時，拖帶著棺木前去恐嚇。
曾於素還真遷移心築情巢人員時給予協助，與月神負責地獄島方面路線。
當月神被抓至紫耀天朝時，挑戰六禍蒼龍，展現不凡實力。
最後，受到寂寞侯勸說，為使月神能再度使用混沌之弓，而犧牲自己，以離合劍自盡。

## 撒手慈悲
來自四魌界慈光之塔內的秀士林，為逮捕楔子而來到苦境。出場於霹靂震寰宇之兵甲龍痕 第3集。